# Escut i bandera de l'Alqueria de la Comtessa
L'escut i la bandera de l'Alqueria de la Comtessa són els símbols representatius oficials de l'Alqueria de la Comtessa, municipi del País Valencià, a la comarca de la Safor.

## Escut heràldic
L'escut oficial el següent blasonament:
| « | Escut quadrilong de punta redona. En camp d'argent, una alqueria de gules, terrassada del seu color i acostada d'un pi de sinople i acoblada d'una palmera del mateix color. Per timbre, corona reial oberta. | » |

## Bandera
La bandera oficial té la següent descripció:
| « | Bandera de proporcions 2:3. De blanc, l'escut al centre, sense timbrar. L'escut haurà d'ocupar les tres cinquenes parts de l'alçaria de la bandera i la seua amplària serà a proporció. | » |

## Història
L'escut fou aprovat per Resolució de 30 de novembre de 1999, publicada en el DOGV núm. 3.669, de 19 de gener de 2000.
Aquestes armes parlants són al·lusives a l'antiga alqueria musulmana que forma part del nom del municipi. Són les tradicionals de l'escut del poble, si més no des de la segona meitat del segle xix.

Segell de 1876 que es conserva a l'AHN.

A l'Arxiu Històric Nacional es conserva un segell en tinta de l'Alqueria de la Comtessa de 1876 amb la següent nota:
| « | (castellà) Este sello empezó a usarse en el año 1851, las insignias que contiene se refieren al origen y nombre de este pueblo del de Alqueria de la Condesa y nada mas se puede espresár. | (català) Aquest segell començà a usar-se l'any 1851, les insígnies que conté es refereixen a l'origen i nom d'aquest poble de l'Alqueria de la Comtessa i res més es pot expressar. | » |

La bandera fou aprovada per Resolució de 31 de gener de 2019, publicada en el DOGV núm. 8.493, de 25 de febrer de 2019.